# Byctiscus princeps
Byctiscus princeps is een keversoort uit de familie Rhynchitidae. De wetenschappelijke naam van de soort is voor het eerst geldig gepubliceerd in 1872 door Solsky.